# Lilla Lappö
Lilla Lappö är en ö i Finland. Den ligger i Skärgårdshavet och i kommunen Raseborg i den ekonomiska regionen  Raseborg i landskapet Nyland, i den sydvästra delen av landet. Ön ligger omkring 100 kilometer väster om Helsingfors.
Öns area är 2,2 hektar och dess största längd är 230 meter i sydväst-nordöstlig riktning. I omgivningarna runt Lilla Lappö växer i huvudsak barrskog.